# Босан
Босан (фр. Beaucens) насеље је и општина у јужној Француској у региону Миди Пирене, у департману Горњи Пиринеји која припада префектури Аржеле Газо.
По подацима из 2011. године у општини је живело 421 становника, а густина насељености је износила 11,43 становника/km². Општина се простире на површини од 36,82 km². Налази се на средњој надморској висини од 480 метара (максималној 2.637 m, а минималној 434 m).

## Демографија
| 1962. | 1968. | 1975. | 1982. | 1990. | 1999. | 2011. |
| ----- | ----- | ----- | ----- | ----- | ----- | ----- |
| 234   | 247   | 244   | 249   | 309   | 350   | 421   |

График промене броја становника у току последњих година